# Leão Penedo
Leão do Nascimento Penedo (Faro, 1916 — Lisboa, 1976) foi um escritor neo-realista e argumentista de cinema português. 

## Reconhecimento
O seu espólio literário encontra-se no Museu do Neo-Realismo, em Vila Franca de Xira. 

## Obras
Entre as suas obras encontram-se: 
- Multidão (1942, romance)
- Caminhada
- Circo (deu origem ao argumento do filme Saltimbancos, de Manuel Guimarães) [6]
- A Raiz e o Vento
- O Homem Enjaulado
- Sonhar é Fácil (1951, co-autoria do argumento do filme de Perdigão Queiroga)
- D. Roberto (1962, argumento do filme de Ernesto de Sousa)